# Carlos Delfino
Carlos Francisco Delfino (* 29. srpen 1982, Santa Fe) je argentinský basketbalista. Působí v Itálii a má kromě argentinského i italské občanství. Od roku 2020 je hráčem klubu Victoria Libertas Pallacanestro ve městě Pesaro. Hraje na pozici křídelníka a jeho silnou zbraní je střelba z dálky.
Zúčastnil se čtyř olympijských her. V roce 2004 získal zlatou medaili a v roce 2008 bronz, v roce 2012 byli Argentinci čtvrtí a v roce 2016 osmí. Na mistrovství světa obsadil čtvrté místo v roce 2006 a páté místo v roce 2010. Vyhrál turnaj FIBA Diamond Ball v roce 2008 a mistrovství Ameriky v basketbalu mužů 2011.
V roce 2004 byl s klubem Fortitudo Bologna finalistou Euroligy. Odehrál osm sezón v National Basketball Association, v roce 2007 postoupil s Detroit Pistons do finále Východní konference.